# روكيت لاب نيوترون
روكيت لاب نيوترون هو صاروخ حامل متوسط من مرحلتين قيد التطوير من قبل شركة روكيت لاب الأمريكية، أعلن عنه في 1 مارس 2021. يتم تصميم المركبة لتكون قادرة على توصيل حمولة 8000 كجم (17600 رطل) إلى مدار أرضي منخفض. من المتوقع أن يدخل الخدمة في وقت ما في عام 2024.